# Liste der Bodendenkmäler in Obertraubling
Auf dieser Seite sind die Bodendenkmäler in der Oberpfälzer Gemeinde Obertraubling zusammengestellt. Diese Tabelle ist eine Teilliste der Liste der Bodendenkmäler in Bayern. Grundlage ist die Bayerische Denkmalliste, die auf Basis des Bayerischen Denkmalschutzgesetzes vom 1. Oktober 1973 erstmals erstellt wurde und seither durch das Bayerische Landesamt für Denkmalpflege geführt wird. Die folgenden Angaben ersetzen nicht die rechtsverbindliche Auskunft der Denkmalschutzbehörde.

## Bodendenkmäler der Gemeinde Obertraubling

### Gemarkung Gebelkofen
| Lage                                | Objekt | Akten-Nr.     | Bild |
| ----------------------------------- | --- | ------------- | ---- |
| Gebelkofen (Standort)               | Siedlungen der Linearbandkeramik und des Endneolithikums. | D-3-7038-0076 |      |
| Gebelkofen (Standort)               | Siedlungen der Linearbandkeramik, der Stichbandkeramik und der Oberlauterbacher Gruppe.                                                                                       | D-3-7038-0078 |      |
| Gebelkofen (Standort)               | Siedlungen der Linearbandkeramik, der Stichbandkeramik, der Oberlauterbacher Gruppe, der Urnenfelderzeit und der Hallstattzeit.                                               | D-3-7038-0079 |      |
| Gebelkofen (Standort)               | Siedlung der Chamer Gruppe. | D-3-7038-0080 |      |
| Gebelkofen (Standort)               | Siedlungen der Linearbandkeramik, der Bronzezeit und der Urnenfelderzeit. | D-3-7038-0081 |      |
| Gebelkofen (Standort)               | Verebnete vorgeschichtliche Grabhügel. | D-3-7038-0083 |      |
| Gebelkofen (Standort)               | Siedlungen des Neolithikums und der Latènezeit. | D-3-7038-0262 |      |
| Gebelkofen (Standort)               | Wohl Freilandstation des Mesolithikums, Siedlungen des Neolithikums, der Urnenfelderzeit, der Latènezeit und der späten Latènezeit.                                           | D-3-7038-0456 |      |
| Gebelkofen (Standort)               | Archäologische Befunde im Bereich des frühneuzeitlichen Schlosses von Gebelkofen, zuvor mittelalterliche Burg.                                                                | D-3-7038-0457 |      |
| Gebelkofen (Standort)               | Archäologische Befunde und Funde im Bereich der Katholischen Filialkirche St. Johannes Baptist in Gebelkofen, darunter die Spuren von Vorgängerbauten bzw. älterer Bauphasen. | D-3-7038-0459 |      |
| Gebelkofen Obertraubling (Standort) | Siedlungsfunde des Neolithikums, darunter der Münchshöfener Kultur, und der Urnenfelderzeit.                                                                                  | D-3-7039-0175 |      |
| Gebelkofen (Standort)               | Siedlungen der Urnenfelderzeit und der Hallstattzeit. | D-3-7039-0222 |      |
| Gebelkofen (Standort)               | Siedlungen der Linearbandkeramik, der Stichbandkeramik, des Endneolithikums, der Altheimer Kultur, der frühen Bronzezeit, der Urnenfelderzeit und wohl der späten Latènezeit. | D-3-7039-0614 |      |

### Gemarkung Köfering
| Lage                | Objekt | Akten-Nr.     | Bild |
| ------------------- | --- | ------------- | ---- |
| Köfering (Standort) | Freilandstationen des Spätpaläolithikums und Mesolithikums, Siedlung der Jungsteinzeit, spätlatènezeitliche Großsiedlung, Siedlung und Brandgräberfeld der römischen Kaiserzeit. | D-3-7038-0489 |      |
| Köfering (Standort) | Siedlung vor- und frühgeschichtlicher Zeitstellung. | D-3-7039-0166 |      |

### Gemarkung Mangolding
| Lage                              | Objekt | Akten-Nr.     | Bild |
| --------------------------------- | --- | ------------- | ---- |
| Mangolding Mintraching (Standort) | Siedlungen vor- und frühgeschichtlicher Zeitstellung, darunter wohl der Urnenfelderzeit, sowie Gräberfeld mit Brandbestattungen der Urnenfelderzeit. | D-3-7039-0518 |      |
| Mangolding Mintraching (Standort) | Siedlungen des Neolithikums und der Metallzeiten. | D-3-7039-0619 |      |

### Gemarkung Neudorf
| Lage               | Objekt | Akten-Nr.     | Bild |
| ------------------ | --- | ------------- | ---- |
| Neudorf (Standort) | Siedlungen der Linearbandkeramik, der Stichbandkeramik/Gruppe Oberlauterbach und der Münchshöfener Kultur.                 | D-3-7038-0102 |      |
| Neudorf (Standort) | Verebnete Wallanlage vor- und frühgeschichtlicher Zeitstellung, Siedlungen der Jungsteinzeit und der römischen Kaiserzeit. | D-3-7038-0106 |      |
| Neudorf (Standort) | Neolithische Siedlung. | D-3-7038-0476 |      |

### Gemarkung Niedertraubling
| Lage                       | Objekt | Akten-Nr.     | Bild |
| -------------------------- | --- | ------------- | ---- |
| Niedertraubling (Standort) | Siedlungen der Linearbandkeramik, der Stichbandkeramik, der Altheimer Kultur, der Bronzezeit und der Urnenfelderzeit.                                                                                                | D-3-7039-0181 |      |
| Niedertraubling (Standort) | Gräberfeld mit Körperbestattungen der frühen Bronzezeit. | D-3-7039-0182 |      |
| Niedertraubling (Standort) | Siedlung des Neolithikums, darunter der Glockenbecherkultur, und der mittleren Bronzezeit. | D-3-7039-0183 |      |
| Niedertraubling (Standort) | Siedlung der vorgeschichtlichen Metallzeiten, darunter der Latènezeit. | D-3-7039-0184 |      |
| Niedertraubling (Standort) | Siedlungen vorgeschichtlicher Zeitstellung, darunter des Neolithikums. | D-3-7039-0185 |      |
| Niedertraubling (Standort) | Siedlung mit Grabenwerk vor- und frühgeschichtlicher Zeitstellung. | D-3-7039-0186 |      |
| Niedertraubling (Standort) | Archäologische Befunde und Funde im Bereich des abgebrochenen Schlosses von Niedertraubling, zuvor mittelalterliche Burg.                                                                                            | D-3-7039-0190 |      |
| Niedertraubling (Standort) | Siedlungen der Bronzezeit, der Urnenfelderzeit, der späten Latènezeit und der römischen Kaiserzeit. | D-3-7039-0195 |      |
| Niedertraubling (Standort) | Siedlungen des Neolithikums und der Urnenfelderzeit, Villa Rustica der römischen Kaiserzeit, Gräberfeld vor- und frühgeschichtlicher Zeitstellung.                                                                   | D-3-7039-0196 |      |
| Niedertraubling (Standort) | Siedlungen der Linearbandkeramik, der Stichbandkeramik, der Altheimer Kultur, der Bronzezeit, der späten Latènezeit und der römischen Kaiserzeit sowie ein Grabenwerk vor- und frühgeschichtlicher Zeitstellung.     | D-3-7039-0200 |      |
| Niedertraubling (Standort) | Archäologische Befunde und Funde im Bereich der Katholischen Filialkirche St. Peter in Niedertraubling, darunter die Spuren von Vorgängerbauten bzw. älterer Bauphasen.                                              | D-3-7039-0615 |      |
| Niedertraubling (Standort) | Siedlungen des Neolithikums, darunter des Jungneolithikums, der Bronzezeit, der Urnenfelderzeit und der römischen Kaiserzeit sowie wohl Gräberfeld mit Körperbestattungen vor- und frühgeschichtlicher Zeitstellung. | D-3-7039-0618 |      |
| Niedertraubling (Standort) | Siedlungen der Linearbandkeramik, der Oberlauterbacher Gruppe und der Hallstattzeit, verebnete vorgeschichtliche Grabhügel.                                                                                          | D-3-7039-0620 |      |
| Niedertraubling (Standort) | Siedlungen der Linearbandkeramik, des Jungneolithikums, der Urnenfelderzeit und der Hallstattzeit. | D-3-7039-0621 |      |
| Niedertraubling (Standort) | Siedlungen der Linearbandkeramik, der Altheimer Kultur und der Latènezeit. | D-3-7039-0623 |      |
| Niedertraubling (Standort) | Siedlungen der Oberlauterbacher Gruppe, der Münchshöfener Kultur, der Altheimer Kultur, Villa rustica der römischen Kaiserzeit, Gräberfelder der Schnurkeramik, der Urnenfelderzeit und der römischen Kaiserzeit.    | D-3-7039-0650 |      |

### Gemarkung Oberhinkofen
| Lage                    | Objekt | Akten-Nr.     | Bild |
| ----------------------- | --- | ------------- | ---- |
| Oberhinkofen (Standort) | Siedlungen der Linearbandkeramik, der Stichbandkeramik, der Oberlauterbacher Gruppe, des Jungneolithikums, der Chamer Gruppe, wohl der Eisenzeit und der römischen Kaiserzeit. | D-3-7038-0017 |      |
| Oberhinkofen (Standort) | Siedlung der Chamer Kultur. | D-3-7038-0018 |      |
| Oberhinkofen (Standort) | Siedlungen der Linearbandkeramik, der Stichbandkeramik/Gruppe Oberlauterbach, der späten Bronzezeit, der frühen Latènezeit und der römischen Kaiserzeit.                       | D-3-7038-0019 |      |
| Oberhinkofen (Standort) | Wohl Freilandstation des Paläolithikums, Siedlungen des Neolithikums, darunter der Linearbandkeramik, der Bronzezeit und der Latènezeit.                                       | D-3-7038-0020 |      |
| Oberhinkofen (Standort) | Siedlungen des Neolithikums und der römischen Kaiserzeit, vermutlich eine villa rustica.                                                                                       | D-3-7038-0022 |      |
| Oberhinkofen (Standort) | Siedlung der römischen Kaiserzeit, vermutlich eine villa rustica. | D-3-7038-0233 |      |
| Oberhinkofen (Standort) | Siedlungen des Neolithikums, darunter der Linearbandkeramik, und der Latènezeit.                                                                                               | D-3-7038-0234 |      |
| Oberhinkofen (Standort) | Vorgeschichtliche Siedlung. | D-3-7038-0235 |      |
| Oberhinkofen (Standort) | Siedlung des Neolithikums. | D-3-7038-0236 |      |
| Oberhinkofen (Standort) | Siedlung und Grabenwerk der Münchshöfener Kultur, Siedlung der frühen Bronzezeit.                                                                                              | D-3-7038-0295 |      |
| Oberhinkofen (Standort) | Archäologische Befunde und Funde im Bereich der Katholischen Filialkirche St. Michael in Oberhinkofen, darunter die Spuren von Vorgängerbauten bzw. älterer Bauphasen.         | D-3-7038-0452 |      |

### Gemarkung Oberisling
| Lage                  | Objekt | Akten-Nr.     | Bild |
| --------------------- | --- | ------------- | ---- |
| Oberisling (Standort) | Siedlungen der Jungsteinzeit und der römischen Kaiserzeit. | D-3-7038-0124 |      |
| Oberisling (Standort) | Mittel- bis jungpaläolithische Freilandstation, Siedlungen der Linearbandkeramik, des Mittelneolithikums, der Münchshöfener Kultur und der Altheimer Kultur, eine verebnete Viereckschanze der Spätlatènezeit, Brandgräber der Urnenfelderzeit. | D-3-7038-0405 |      |

### Gemarkung Obertraubling
| Lage                     | Objekt | Akten-Nr.     | Bild |
| ------------------------ | --- | ------------- | ---- |
| Obertraubling (Standort) | Siedlung vor- und frühgeschichtlicher Zeitstellung. | D-3-7038-0245 |      |
| Obertraubling (Standort) | Siedlung der Oberlauterbacher Gruppe. | D-3-7038-0247 |      |
| Obertraubling (Standort) | Siedlung des Mittelneolithikums. | D-3-7038-0248 |      |
| Obertraubling (Standort) | Siedlungen der Urnenfelderzeit, der Hallstattzeit und der Latènezeit, Grabenwerk vor- und frühgeschichtlicher Zeitstellung. | D-3-7038-0251 |      |
| Obertraubling (Standort) | Siedlungen vorgeschichtlicher Zeitstellung, darunter des Neolithikums. | D-3-7038-0259 |      |
| Obertraubling (Standort) | Archäologische Befunde und Funde im Bereich der Katholischen Nebenkirche St. Martin in Piesenkofen, darunter die Spuren von Vorgängerbauten bzw. älterer Bauphasen. | D-3-7038-0463 |      |
| Obertraubling (Standort) | Siedlung vor- und frühgeschichtlicher Zeitstellung. | D-3-7038-0464 |      |
| Obertraubling (Standort) | Siedlungen der Jungsteinzeit, der Hallstattzeit und der frühen Latènezeit. | D-3-7038-0468 |      |
| Obertraubling (Standort) | Siedlungen der Stichbandkeramik/Gruppe Oberlauterbach, der Altheimer Kultur, der Chamer Kultur, der frühen Bronzezeit, der Urnenfelderzeit und der Latènezeit. | D-3-7038-0469 |      |
| Obertraubling (Standort) | Freilandstationen des Paläolithikums und des Mesolithikums. | D-3-7038-0470 |      |
| Obertraubling (Standort) | Siedlungen des Mittelneolithikums, der mittleren und späten Bronzezeit, der Urnenfelderzeit und der späten Latènezeit sowie ein vor- und frühgeschichtlicher Bestattungsplatz. | D-3-7038-0471 |      |
| Obertraubling (Standort) | Siedlungen der Linearbandkeramik, der Stichbandkeramik/Oberlauterbacher Gruppe, der Münchshöfener Kultur, der Altheimer Kultur, der Bronzezeit, der Urnenfelderzeit und der Latènezeit, ein Grabenwerk vor- und frühgeschichtlicher Zeitstellung sowie ein Reihengräberfeld des frühen Mittelalters.                                                               | D-3-7038-0473 |      |
| Obertraubling (Standort) | Siedlung der Oberlauterbacher Gruppe. | D-3-7038-0475 |      |
| Obertraubling (Standort) | Siedlungen der Stichbandkeramik, der frühen Bronzezeit, der frühen Latènezeit, der römischen Kaiserzeit und des frühen Mittelalters, Bestattungsplätze der Stichbandkeramik und der Schnurkeramik. | D-3-7039-0209 |      |
| Obertraubling (Standort) | Siedlung der späten Latènezeit, Reihengräberfeld des frühen Mittelalters. | D-3-7039-0218 |      |
| Obertraubling (Standort) | Siedlungen der Linearbandkeramik, der Stichbandkeramik, der frühen Bronzezeit und der Urnenfelderzeit. | D-3-7039-0219 |      |
| Obertraubling (Standort) | Siedlung der Linearbandkeramik. | D-3-7039-0220 |      |
| Obertraubling (Standort) | Archäologische Befunde und Funde im Bereich der Katholischen Pfarrkirche St. Georg in Obertraubling, darunter die Spuren der abgebrochenen historischen Ortskirche und ihrer Vorgängerbauten. | D-3-7039-0221 |      |
| Obertraubling (Standort) | Siedlungen der Linearbandkeramik, der Bronzezeit und der späten Latènezeit. | D-3-7039-0365 |      |
| Obertraubling (Standort) | Siedlungen der Bronzezeit und der Urnenfelderzeit, Gräberfeld mit Körperbestattungen der Schnurkeramik sowie Grabhügel vor- und frühgeschichtlicher Zeitstellung. | D-3-7039-0391 |      |
| Obertraubling (Standort) | Siedlungen der Frühbronzezeit, der Spätlatènezeit und des Frühmittelalters, Bestattungsplätze der Schnurkeramik und Frühmittelalters, Grabenwerk vor- und frühgeschichtlicher Zeitstellung. | D-3-7039-0622 |      |
| Obertraubling (Standort) | Mehrperiodiges Siedlungsareal von der Münchshöfener Kultur bis zum frühen Mittelalter, Grabenwerke der römischen Kaiserzeit und vor- und frühgeschichtlicher Zeitstellung, Gräberfelder mit Körperbestattungen der Schnurkeramik und vor- und frühgeschichtlicher Zeitstellung sowie Gräberfelder mit Brandbestattungen der Urnenfelderzeit und der Hallstattzeit. | D-3-7039-0624 |      |
| Obertraubling (Standort) | Siedlungen vorgeschichtlicher Zeitstellung, darunter des Neolithikums. | D-3-7039-0625 |      |

### Gemarkung Thalmassing
| Lage                   | Objekt | Akten-Nr.     | Bild |
| ---------------------- | --- | ------------- | ---- |
| Thalmassing (Standort) | Siedlung vor- und frühgeschichtlicher Zeitstellung oder des frühen Mittelalters, vielleicht Teilabschnitt einer Römerstraße. | D-3-7039-0002 |      |
| Thalmassing (Standort) | Vorgeschichtliche Siedlung.                                                                                                  | D-3-7039-0004 |      |

### Gemarkung Wolkering
| Lage                 | Objekt | Akten-Nr.     | Bild |
| -------------------- | --- | ------------- | ---- |
| Wolkering (Standort) | Neolithische Siedlung, mindestens sieben vorgeschichtliche Grabhügel, daraus Funde der mittleren Bronzezeit. | D-3-7038-0041 |      |
| Wolkering (Standort) | Siedlung der Linearbandkeramik, der Latènezeit und der römischen Kaiserzeit.                                 | D-3-7038-0419 |      |